# Devvyn Hawkins
Devvyn Kyle Hawkins (* 29. November 1980 in Sitka, Alaska) ist eine ehemalige US-amerikanische Fußballspielerin.

## Karriere

### Vereine
Hawkins kam das erste Mal an der Capital High School in Olympia (Washington) mit Fußball in Berührung. Nach ihrem Schulabschluss begab sie sich an die Santa Clara University zur Aufnahme eines Studiums. Für das Sport-Team der Bildungseinrichtung, die Cougars, kam sie während ihrer von 1999 bis 2002 währenden Studienzeit in 93 Meisterschaftsspielen der West Coast Conference zum Einsatz, in denen sie 21 Tore erzielte. Parallel kam in der Spielzeit 2001 in der USL W-League, der zweithöchsten Spielklasse im US-amerikanischen und kanadischen Frauenfußball, für die in Tukwila im King County im Bundesstaat Washington ansässigen Seattle Sounders zu Punktspielen im Seniorinnenbereich. 
Nach ihrem Schulabschluss begab sie sich an die Santa Clara University zur Aufnahme eines Studium in   . Für das Sport-Team der Bildungseinrichtung, die Cougars, kam sie während ihrer von 1999 bis 2002 währenden Studienzeit in 93 Meisterschaftsspielen in der 
Nach dem Ende ihres Studiums fand sie in den Boston Breakers ihren neuen Verein, für den sie in der Women’s United Soccer Association 2003 zu 15 Punktspielen kam, ein Tor erzielte und mit ihrer Mannschaft die reguläre Saison nach 21 Punktspielen als Spitzenreiter unter acht Mannschaften abschloss. Im Women’s United Soccer Association 2003#Play-offsHalbfinale war sie mit ihrer Mannschaft dem späteren Founders Cup-Sieger Washington Freedom mit 1:3 im Elfmeterschießen unterlegen. In der Spielzeit 2005 gehörte sie letztmalig einem Verein an, dem PSV Union Football Club.

### Nationalmannschaft
Während ihrer High-School-Zeit gehörte sie dem Kader der US-amerikanischen U18-Nationalmannschaft an, im weiteren Verlauf der US-amerikanischen U21-Nationalmannschaft, mit der sie im Jahr 2001 am altersbezogenen Turnier um den Nordic-Cup teilnahm und mit dem 6:1-Finalsieg über die U21-Nationalmannschaft Schwedens auch gewann.
Ihr Debüt für die US-amerikanische Nationalmannschaft gab sie am 7. März 2001 in Rieti bei der 0:1-Niederlage im Freundschaftsspiel gegen die Nationalmannschaft Italiens; es war ihr erstes von fünf Länderspielen im Jahr 2001. In den Spieljahren 2002 und 2003 wurde sie in jeweils zwei weiteren Länderspielen berücksichtigt. Sie kam in zwei Spielen bei der Teilnahme ihrer Mannschaft am Turnier um den Algarve-Cup 2002 zum Einsatz, wie auch im Vier-Nationen-Turnier 2003. Am 29. Januar, im letzten Spiel des Turniers, erzielte sie das 1:0-Siegtor über die Nationalmannschaft Deutschlands.

## Erfolge
Nationalmannschaft
- Sieger Vier-Nationen-Turnier 2003
- U21-Nordic-Cup-Sieger 2001

Boston Breakers
- WUSA-Meister 2003 (reguläre Saison)